# Santuario della Madonna d'Erbia
Il santuario della Madonna d'Erbia si trova sul monte dell'Erbia a 809 m s.l.m. nel territorio del comune di Casnigo (BG) a circa 4 km dal centro abitato.

## Storia
Si ritiene che la costruzione del santuario risalga al secolo XVII o agli inizi del secolo successivo, quando la comunità di Casnigo volle edificare una chiesetta per ricordare un miracolo avvenuto, secondo la tradizione, la mattina del 5 agosto 1550. Presso il muro della cascina di un contadino del luogo si trovava un'immagine molto venerata, raffigurante la Madonna del Latte. Per accedere all'immagine i numerosi pellegrini attraversavano i campi circostanti calpestandone l'erba. Il contadino, padrone del terreno, infastidito, sfregiò a colpi di zappa il dipinto che, al mattino, risultò essere nuovamente intatto. 
Un altro fatto straordinario avvenne, secondo la tradizione, il 6 agosto 1839 quando Luigino Rossi, un bambino di cinque anni, per ripararsi da una tempesta si rifugiò in una stalla attigua al santuario. Qui gli apparve la Madonna vestita di sole, con in braccio il Bambino che reggeva il globo e nelle mani aveva un panino e una candela. La Madonna accese per lui un fuoco, recitò con lui il rosario e cantando lo fece addormentare. La mattina seguente il padre, che lo stava cercando, lo trovò addormentato con in mano ancora un pezzo di pane. Un tozzo di pane è conservato nel santuario e viene venerato come reliquia. Risultò poi che l'ingresso della stalla era stato trovato chiuso a chiave dall'esterno. I giorni 5 e 6 agosto di ogni anno si ricordano questi episodi con una festa mariana.
La chiesa originaria, che era di piccola dimensioni, fu benedetta nel 1813. Nel 1867, durante l'epidemia di colera, la devozione dei fedeli per il dipinto aumentò tanto da rendere necessario un ampliamento dell'edificio tra il 1871 e il 1882, anno in cui fu benedetto dal vescovo Gaetano Camillo Guindani. La torre campanaria fu realizzata nel 1926, e negli anni successivi vi fu una nuova decorazione dell'aula. Il santuario necessitò di lavori di manutenzione agli inizi del XXI secolo.

## Struttura architettonica

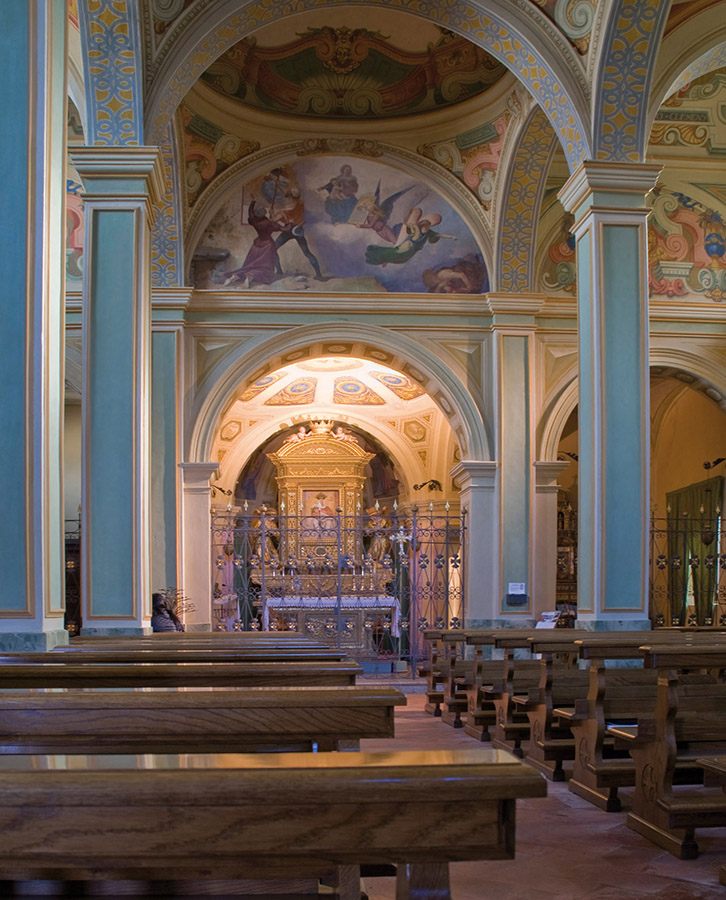
Interno del santuario della Madonna d'Erbia

L'esterno del santuario presenta un porticato aperto su due lati con archi a tutto sesto e colonnine in stile toscano in marmo di Zandobbio. Centrale al porticato l'ingresso all'aula con dritti e architrave in pietra; laterali due finestre quadrate e munite di inferriate di sicurezza.
L'interno della chiesa è in stile barocco a croce latina sormontato da una cupola a forma di coppa rovesciata affrescata da Ponziano Loverini nel 1879. L'aula è arredata anche di dipinti ex voto
Vi sono quattro cappelle e due cappelloni laterali:
- La prima cappella di sinistra con l'altare in marmi policromi è dedicata a san Lorenzo, ospita una statua in legno policromo risalente alla fine del XVI secolo e raffigurante il santo e un tabernacolo marmoreo barocco attribuito alla Bottega di Bartolomeo Manni di Gazzaniga.
- La seconda cappella sinistra con l'altare in marmo rosa è dedicata a santa Caterina d'Alessandria con la pala d'altare della fine del XIX secolo raffigurante il martirio della santa.
- La prima cappella di destra è dedicata al rosario; vi sono tre statue Seicentesche in legno policromo raffiguranti san Domenico, santa Caterina da Siena e una Madonna vestita.
- La seconda cappella destra è dedicata al crocifisso, vi è una preziosa croce in oro e argento sbalzato con incastonate pietre preziose.
- Sul cappellone di destra c'è un'arca funeraria in ebano e foglia d'oro che ospita i resti dell'arciprete Donadoni devoto alla Madonna e l'altare delle reliquie in bronzo e argento sbalzato con nella tribuna espositoria la cosiddetta "testa di sant'Agnese". Il soffitto è decorato con stucchi di Enrico Albrici e affreschi di autore ignoto.
- Il cappellone di sinistra è munito di pulpito, ancora usato nelle solennità, e diversi affreschi di Ponziano Loverini raffiguranti le vicende del miracolo della Madonna in Erbia.[8]
- Il dipinto Natività di Maria opera di Giuliano Volpi.

In una teca di vetro è conservata una veste talare completa di mantellina del papa Giovanni Paolo II. Questa fu donata dai coniugi Franchina, originari di Casnigo, ma che producevano la frutta e gli ortaggi nel Lazio, che venivano serviti al papa quando si trovava in vacanza a Castelgandolfo. Questi frutti e ortaggi piacevano molto al pontefice che invitava la copia alle funzioni. Dopo la sua morte il segretario fece dono alla coppia, della veste che fu indossata il 20 marzo 2005, domenica delle Palme, ultima sua presenza pubblica. I Franchina la lasciarono come offerta al santuario.
L'altare maggiore è realizzato in bronzo e legno di noce, completato dalla pala d'altare del dipinto ritenuto miracoloso conservato in una cornice di legno dorato con due angeli che tengono nella mano una corona d'oro zecchino. L'altare è diviso dalla navata con una cancellata in rame e oro donata dai casnighesi.
Interessante è la suggestiva presenza di numerosi ex voto, donati alla Madonna per grazia ricevuta.